# David Condon
David Condon né le 6 juillet 1991 à Leicester, est un joueur de hockey sur gazon anglais et britannique. Il évolue au poste de milieu de terrain ou d'attaquant au Wimbledon HC et avec les équipes nationales anglaise et britannique,.

## Carrière

### Coupe du monde
- Top 8 : 2014, 2018

### Championnat d'Europe
- : 2017
- Top 8 : 2021

### Jeux olympiques
- Top 8 : 2020

### Jeux du Commonwealth
- : 2014, 2018